# Dschaʿfarīya

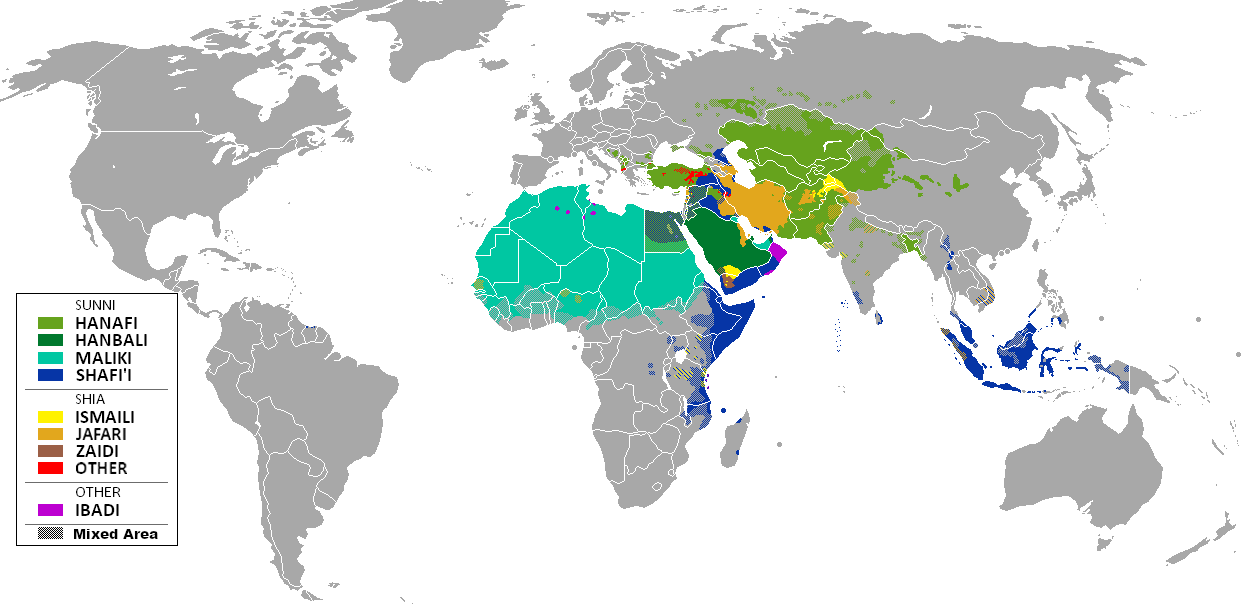
Regionen, in denen Dschaferiten die Mehrheit stellen

Als Dschaʿfarīya (arabisch الجعفرية, DMG al-Ǧaʿfarīya) bezeichnet man die von den Zwölferschiiten befolgte Lehrrichtung im Bereich des Fiqh. Sie wird auf den sechsten schiitischen Imam Dschaʿfar as-Sādiq (gest. 765) zurückgeführt. Ihre Anhänger nennen sich Dschafariten.
Zu den bekanntesten Besonderheiten des dschaʿfaritischen Madhhab gehört die Erlaubnis der Mutʿa-Ehe und das Verbot des Streichens über die Schuhe.
Die dschaʿfaritische Rechtsschule wurde zwar 1959 von der al-Azhar-Universität (Kairo) und nochmals in der Botschaft aus Amman (2004) genauso anerkannt wie die vier traditionellen sunnitischen Rechtsschulen, aber weite Teile der Sunniten erkennen die Autorität der Rechtsschule bis heute nicht an. In der Fatwa von al-Azhar heißt es:

„1) Islam does not require a Muslim to follow a particular Madh’hab (school of thought). Rather, we say: every Muslim has the right to follow one of the schools of thought which has been correctly narrated and its verdicts have been compiled in its books. And, everyone who is following such Madhahib (schools of thought) can transfer to another school, and there shall be no crime on him for doing so.

2)The Ja’fari school of thought, which is also known as “al-Shi’a al-Imamiyyah al-Ithna Ashariyyah” (i.e., The Twelver Imami Shi’ites) is a school of thought that is religiously correct to follow in worship as are other Sunni schools of thought.“

„1) Der Islam verlangt von einem Muslim nicht, einer bestimmten Madh'hab (Denkschule) zu folgen. Vielmehr sagen wir: Jeder Muslim hat das Recht, einer der Denkschulen zu folgen, die korrekt überliefert wurden und deren Urteile in ihren Büchern zusammengestellt wurden. Und jeder, der einer solchen Madhahib (Denkschule) folgt, kann zu einer anderen Schule übertreten, und es soll kein Verbrechen für ihn sein, dies zu tun.
   2) Die Ja'fari-Denkschule, die auch als ‚al-Shi'a al-Imamiyyah al-Ithna Ashariyyah‘ (d.h. die Zwölfer-Imami-Schiiten) bekannt ist, ist eine Denkschule, die in der Anbetung religiös korrekt ist, ebenso wie andere sunnitische Denkschulen.“

Die im 18. Jahrhundert entstandene Strömung der Wahhabiten, welche als Sondergruppe die Rechtsschule der Hanbaliya vereinnahmt haben, lehnen den Glauben ihrer Anhänger (wie auch alle anderen Formen des schiitischen Islams) sogar als „unislamisch“ ab.

## Belege
1. ↑  siehe auch Al-Azhar Verdict on the Shi’a auf www.al-islam.org (schiitisch), abgerufen am 16. Februar 2015.